# Théâtre Trans-Mississippi de la guerre de Sécession
Guerre de Sécession
Batailles
Le théâtre Trans-Mississippi fut le principal théâtre d'opérations terrestres et navales de la guerre de Sécession à l'ouest du fleuve Mississippi, à l'exclusion des États et Territoires bordant le Pacifique, qui forment le théâtre de la côte pacifique de la guerre de Sécession.
La classification des campagnes militaires, établie par le National Park Service, est plus détaillée que celle du présent article, qui omet les campagnes mineures et en regroupe d'autres. Seules quelques-unes des 75 batailles recensées par le National Park Service pour ce théâtre d'opérations sont évoquées ici.

## Département du trans-Mississippi
Le département du trans-Mississippi de la Confédération fut créé le 26 mai 1862 et regroupait le Missouri, l'Arkansas, le Texas, le Territoire indien (devenu par la suite l'Oklahoma), et la partie de la Louisiane s'étendant à l'ouest du fleuve Mississippi.
Cette nouvelle entité absorba le district du trans-Mississippi (dépendant du département no 2), qui avait été créé le 10 janvier 1862, pour inclure la partie de la Louisiane située au nord de la rivière Rouge, le Territoire indien et les États du Missouri et de l'Arkansas, à l'exception des terres situées de l'est du comté de Saint Francis jusqu'au comté de Scott (Missouri). L'ensemble avait pour quartiers-généraux Shreveport (Louisiane) et Marshall (Texas).

### Commandants
- Major-général Earl Van Dorn (10 janvier 1862 - 23 mai 1862, (district dépendant du département no 2)).
- Général de brigade Paul O. Hébert (26 mai 1862 – 20 juin 1862).
- Major-général John B. Magruder (nommé le 20 juin, il refuse).
- Major-général Thomas C. Hindman (20 juin 1862 – 16 juillet 1862).
- Major-général Theophilus H. Holmes (30 juillet 1862 – 9 février 1863).
- Lieutenant-général Edmund Kirby Smith (7 mars 1863 – 19 avril 1865).
- Lieutenant-général Simon Bolivar Buckner (19-22 avril 1865).
- Général Edmund Kirby Smith (22 avril 1865 – 26 mai 1865).

## Arizona confédéré et Territoire du Nouveau Mexique
En 1861, l'Armée des États confédérés mena une campagne couronnée de succès dans le territoire qui constitue aujourd'hui l'Arizona et le Nouveau-Mexique. Les habitants de la partie sud de ce territoire avaient en effet approuvé une ordonnance de sécession et demandé aux forces rebelles stationnées au Texas voisin de les aider à se débarrasser des forces de l'Union qui étaient toujours cantonnées sur leur territoire.
La naissance du Territoire confédéré de l'Arizona fut ainsi proclamée par le colonel John Baylor après sa victoire à la bataille de Mesilla et la capture de plusieurs unités nordistes. Mais les troupes confédérées ne parvinrent pas à progresser vers le nord du territoire et se retirèrent complètement de l'Arizona en 1862, lorsque des renforts nordistes arrivèrent de Californie.
La bataille de Glorieta (Nouveau-Mexique) fut une petite affaire, tant du point de vue des forces engagées que des pertes subies (140 pour l'Union, 190 pour les Confédérés). Cependant, les enjeux étaient importants et la bataille fut, à cet égard, décisive. Si les Confédérés n'avaient pas été arrêtés à Glorieta, ils auraient probablement pris Fort Union et Denver.
Cette bataille modeste fit s'évanouir, chez les Confédérés, tout espoir de prendre le Nouveau-Mexique et les territoires plus à l'ouest. En avril la California Column composée de Volontaires venus de Californie, expulsa les rebelles de ce qui constitue aujourd'hui l'Arizona lors de la bataille de Picacho Pass.
Alors que le conflit allait s'éterniser pendant encore trois ans dans l'est, la guerre contre la Confédération était terminée dans le sud-ouest. Les garnisons californiennes subirent alors le harcèlement des tribus Apaches, Navajos et Comanches jusqu'à ce qu'elles soient relevées par des troupes fédérales après la fin de la guerre.
Plusieurs batailles opposèrent également les forces confédérées à des miliciens sur le territoire de l'Arizona confédéré.

## Missouri et Arkansas
Bien que leur État ait pratiqué l'esclavage et abrité les militants esclavagistes organisés et très actifs qui s'engageaient au Kansas contre les abolitionnistes, les habitants du Missouri rejoignirent la cause de l'Union à deux ou trois contre un.
Le gouverneur Claiborne F. Jackson, fervent partisan des Confédérés, s'appuyait sur une petite garde d'État (State Guard) commandée par le général Sterling Price et se mit en relation avec les forces confédérées placées sous le commandement du général Benjamin McCulloch.
Après avoir remporté les batailles de Wilson's Creek et de Lexington (Missouri), les forces confédérées furent chassées de l'État par l'arrivée, en février 1862, d'un important contingent de l'Union. Elles furent définitivement vaincues à la bataille de Pea Ridge (Arkansas), les 7 et 8 mars suivants.
Une guerre de partisans débuta alors au Missouri, où des bandes composées d'insurgés confédérés, et connues sous le qualificatif de bushwhackers, tendaient des embuscades aux troupes de l'Union et aux milices loyalistes. La plus grande part des affrontements opposait les uns contre les autres des natifs du Missouri, « frère contre frère ». Des atrocités furent commises par les deux camps contre des civils, allant de la déportation jusqu'à l'assassinat. On estime que la population de l'État chuta d'un tiers pendant la guerre, une partie des habitants étant chassée de ses terres par l'un ou l'autre parti.
Certains des leaders de ces bandes de bushwhackers, tels William Quantrill ou William T. « Bloody Bill » Anderson, devinrent célèbres dans tout le pays. Nombre de leurs hommes, entraînés par Jesse James, son frère Frank, Cole Younger et ses frères, poursuivirent une vie de rapines et de violences pendant plus de quinze années après la fin du conflit.
Par bien des aspects, l'insurrection rebelle au Missouri donna lieu à la pire guérilla que les États-Unis aient jamais eu à subir sur leur sol. 27 000 personnes auraient été victimes de ces violences.
Certains historiens ont tenté d'expliquer ce bilan, ainsi que le niveau anormalement élevé des actes de guérilla. Il se justifierait, entre autres, par les milliers de saisies ordonnées par les tribunaux, à partir de 1862 et pendant le reste de la guerre, sur des biens appartenant à des sympathisants confédérés endettés par leur soutien à la rébellion au tout début du conflit.

## Texas et Louisiane

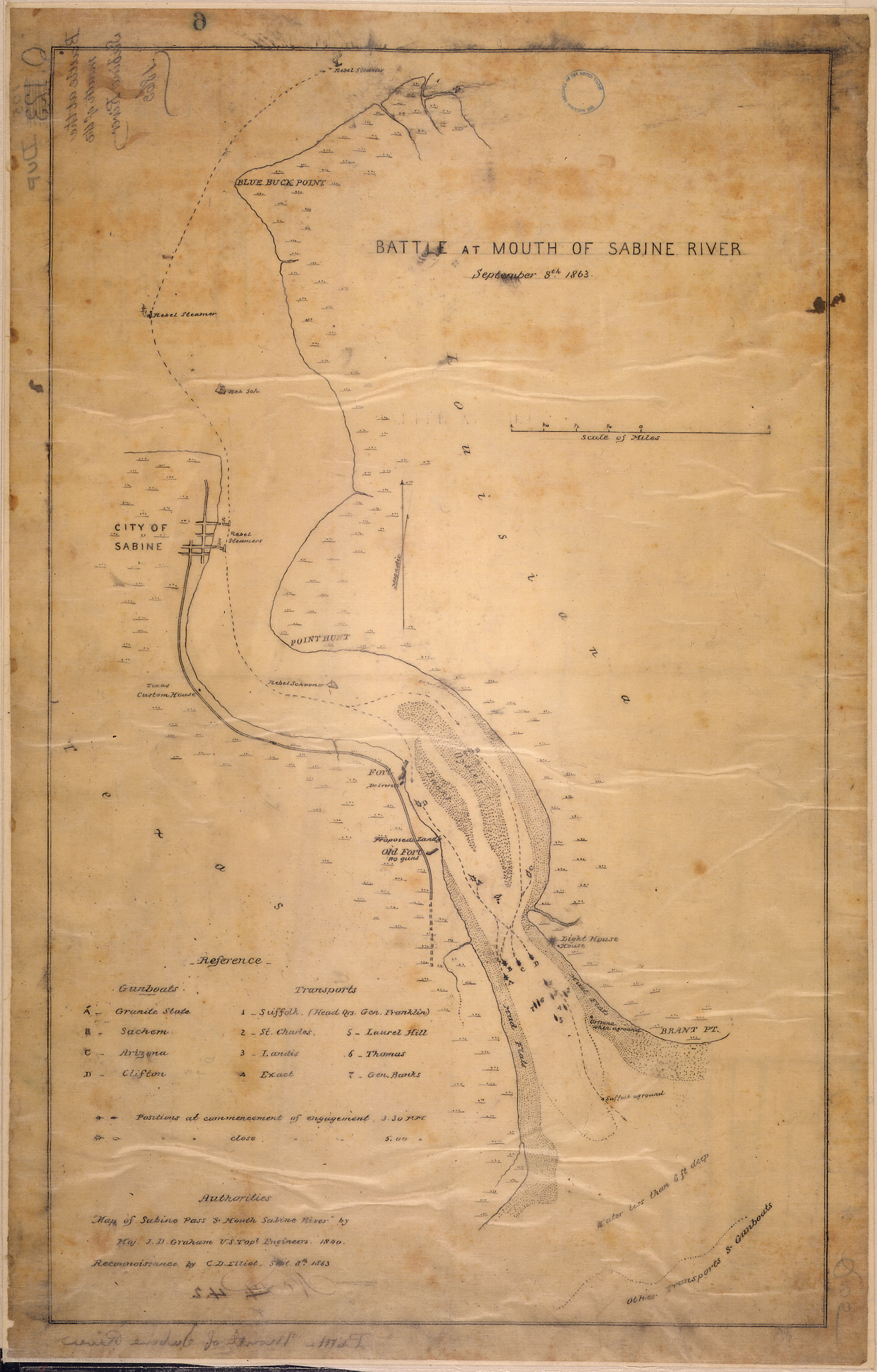
Carte de la seconde bataille de Sabine Pass.

De 1862 jusqu'à la fin de la guerre, l'Union mena plusieurs campagnes pour s'emparer des territoires du Texas et de la Louisiane appartenant au secteur Trans-Mississippi. Avec les ports de la côte est bloqués par l'embargo, le Texas et la partie ouest de la Louisiane devinrent le paradis des forceurs de blocus et « la porte de derrière » de la Confédération, continuant à fournir du coton qui était transféré par voie terrestre vers la ville frontière de Matamoros et le port de Bagdad (Mexique), pour y être expédié vers l'Europe, à bord de navires forceurs de blocus, et échangé contre du ravitaillement.
Déterminée à faire cesser ce trafic, l'Union tenta à plusieurs reprises, mais sans succès, d'envahir le Texas, essuyant défaite sur défaite à Galveston (Texas), à la seconde bataille de Sabine Pass et lors de la seconde campagne de Bayou Teche.
La désastreuse campagne de Red River (dans l'ouest de la Louisiane) et la défaite subie à la bataille de Mansfield mirent fin à la dernière tentative nordiste d'envahir la région. Jeffery Prushankin estime que « l'orgueil, l'absence de discernement, et l'absence de qualités militaires de Kirby Smith » empêchèrent le général Richard Taylor de remporter une victoire qui aurait pu changer la donne politique et militaire à l'est du Mississippi.
Coupée des opérations qui se déroulaient à l'est, la guerre se poursuivit à bas bruit sur le théâtre Trans-Mississippi plusieurs mois après la reddition de Lee, en avril 1865.
La dernière bataille de la guerre de Sécession se déroula à Palmito Ranch, dans le sud du Texas, et se termina par une victoire confédérée.

## Territoire indien
Couvrant la plus grande partie de ce qui est aujourd'hui l'Oklahoma, le Territoire indien avait été réservé pour accueillir les tribus indiennes du Sud-Est des États-Unis qui y avait été déportées plus de 30 ans avant la guerre. L'endroit fut le théâtre de nombreuses escarmouches et de sept batailles officiellement reconnues comme telles. Ces combats mirent aux prises rebelles et fédéraux, mais aussi des unités indiennes alliées avec les États confédérés d'Amérique et d'autres loyales au gouvernement des États-Unis. La campagne menée par le général nordiste James G. Blunt pour s'emparer du Territoire indien culmina avec la Bataille de Honey Springs le 17 juillet 1863. Bien que son effectif comportât  des Indiens, l'Union n'incorpora pas de soldats d'origine indienne dans son armée régulière.
Les nations Cherokees, Chicachas, Choctaws, Creeks et Séminoles fournirent à la Confédération 7 860 soldats et officiers,.
Parmi eux se trouvait le brigadier général Stand Watie, qui attaqua les positions de l'Union positions dans le Territoire indien avec le 1st Cherokee Mounted Rifles bien après que la Confédération eut abandonné la zone. Il fut le dernier général confédéré à se rendre le 25 juin 1865.